# 石川真紀
石川 真紀（いしかわ まき、1974年4月16日 - ）は元・文化放送アナウンサー。秋田県秋田市出身

## 来歴・人物
中学1年生の頃、アナウンサーという職業に興味を持つ。「クラス全員で両親や友達に宛てた手紙を書いて、先生がそれをシャッフルして配られたものをみんなに読み聞かせる」という授業で、この時に「人前で、自分の声で物事を伝えるのはこんなに素晴らしいことか」と思ったのがそのきっかけだったという。秋田県立秋田高等学校 在学中は放送部に所属、NHK杯全国高校放送コンテストのアナウンス部門で全国大会に出場している。
早稲田大学政治経済学部入学後、アナウンス研究会に所属。同大学卒業後の1997年4月、文化放送にアナウンサーとして入社。2002年、報道制作部（当時。現在のコミュニケーション デザイン局 報道スポーツ センター）に異動。警視庁 記者クラブで報道記者を担当する。2004年11月、アナウンス部に復帰。2021年4月1日付で、アナウンス次長に就任。2022年3月31日をもって担当番組の出演を終了。6月30日付で同社退社。

## エピソード
- 2011年～2012年頃[要出典]に結婚、その後、離婚している[3]が、大竹まこと ゴールデンラジオ!内で再婚していることを明らかにした[4]。
- 趣味はフラメンコ[1]。フラメンコ仲間に小俣雅子がいる。
- 自他共に認める巨乳である[3]。
- 愛称の「まきぴょん」の名付け親は水谷加奈である。くにまるジャパン出演時の愛称は「秋田こけし」である。『くにまるジャパン』→『くにまるジャパン 極』内のコーナー『お気楽! 野村係長』では秋田弁丸出しのキャラクター「秋田おばば」で出演した[1]。
- 父親がアマチュアのジャズプレイヤーだったため、自らもその影響で、1950年代から60年代に掛けての音楽に造詣が深い。自局の『S盤アワー』や『L盤アワー』（ラジオ東京）など、当時の音楽番組の復刻版CDを好んで聞くことが多いという[5]。

## 担当番組
- 小西克哉のなんだ? なんだ!（1997年4月7日 - 2000年3月31日　3代目アシスタント）
- 寺島尚正 ラジオパンチ!（火、木曜リポーター）2006年9月まで担当
- 文化放送ライオンズナイター（水、金曜スタジオ担当）2006年度
- 文化放送ホームランナイター（土曜スタジオ担当）2006年度
- 大竹まこと 少年ラジオ
- 木村政雄の楽園計画
- 竹内靖夫の電リク・ハローパーティー（2005年からのナイターオフ番組）
  - ナイターオフシーズン（火 - 金曜　18:00 - 21:00）
  - ナイターシーズン（月1回 金曜　17:57 - 21:30）
- 寺島尚正 ラジオパンチ!　お昼のニュース（月曜　12:04 - 12:10）、レポート（水、木曜　12:00 - 12:03）
- 大竹まこと ゴールデンラジオ!内 ニュース（月曜　13:53頃、14:53頃。2007年5月7日 - 2009年3月30日。2008年8月13日 - 15日、2010年2月3日、5日、8日。2010年8月11日、12日、16日は、太田英明アナのピンチヒッターを務めた）
- 朝の小鳥（日曜 5:15 - 5:20　※2009年10月11日より日曜 5:20 - 5:25）(2007年10月7日 - 2019年6月30日)
- 三井生命 イブニングカフェ（2007年10月 - 2011年6月26日）
- いとうせいこう GREEN FESTA（日曜 16:00 - 16:30）（2007年11月10日 - 2016年3月22日）
- ドコモ団塊倶楽部（2009年4月11日 - 2013年3月30日） ※レギュラー番組としての期間。不定期時代から出演。
- くにまるジャパン（月 - 金曜 8:30 - 13:00）-　水曜日パートナー（月曜日担当　2010年10月4日 - 2014年9月22日。水曜日担当　2014年9月29日 - 2015年3月25日）
- 林家正蔵のサンデーユニバーシティ（日曜 7:30 - 8:00）（野中直子アナウンサーの定年退職を受け、2011年4月10日 - 2018年4月1日まで担当）
- 就職戦士ブンナビ!（千野志麻の不祥事降板により、2013年1月 - 3月まで担当）
- ニュース・パレード（2013年10月1日 - 2022年3月31日）
- 新・みんなの寅さん（2014年4月6日 - 9月28日）
- ミュージック・デザート（担当時は北陸放送向けの裏送り番組。以前は高知放送にネットしていた）※隔週で担当。
- 伊東四朗・吉田照美 親父熱愛（土曜 15:00 - 17:00）（2014年8月2日 - 2017年3月25日)
- キャンサーカフェ ～みんなでガンを考えよう～（日曜 8:00 - 8:30）( - 2017年4月2日)
- 須田慎一郎のこんなことだった!! 誰にもわかる“経済学”（土曜 17:30 - 17:45、2017年10月7日 - 2020年9月26日）
- ハート・リング健康Radio〜認知症と手をつなごう〜（2016年11月 - 2022年3月27日）
- 文化放送ASMR特番（2019年12月 - 2022年1月）